# 日本ユニカ
株式会社日本ユニカ（英名：UNICA）は、東京都中央区に本社を置いていたアミューズメント施設管理システム、アミューズメントゲーム機器、電子応用製品（指紋照合型機器や、非接触式決済機器など）などの開発・製造・販売・運用、アミューズメント施設運営などを行っていた日本のメーカー。
2010年12月14日に破産。負債額は約23億円。

## 主要取引先
- 日立パワーソリューションズ
- ソニー
- セガ
- ナムコ
- バンプレスト
- NTTドコモ
- NTTコミュニケーションズ